# Rüdiger Hurrle
Rüdiger Hurrle (* 23. Dezember 1936 in Rastatt) ist ein deutscher Unternehmer und Kunstsammler.

## Leben
Hurrle besuchte das Progymnasium in Oberkirch (Baden) und bestand 1956 das Wirtschaftsabitur in Offenburg. Nachdem er eine Ausbildung für den gehobenen Kommunaldienst beim Regierungspräsidium Nordbaden durchlaufen hatte, studierte er Volkswirtschaftslehre an der Albert-Ludwigs-Universität Freiburg. Ab 1963 leitete er das neu geschaffene Kultur-, Verkehrs- und Messeamt der Stadt Offenburg. Während seiner zwei Amtsjahre entstand die Oberrheinhalle. Hurrle initiierte das Ortenauer Weinfest und die Ansiedlung der Hochschule Offenburg.
Franz Burda holte ihn 1965 als Mitglied der Geschäftsführung in die Hubert Burda Media. Im Frühjahr 1973 machte Hurrle sich selbständig als Unternehmensberater für Firmen und Kommunen. 

### Kliniken
Im selben Jahr wurde die Hurrle GmbH gegründet. Die ersten Kliniken errichtete sie in Blieskastel und Durbach. 1998 betrieb die Hurrle-Gruppe 32 Kliniken mit 6400 Betten in ganz Deutschland und zählte damit zu den bundesweit größten privaten Klinikunternehmen. 750 Millionen Euro wurden investiert und 5400 Arbeitsplätze geschaffen. Zur Zukunftssicherung wurden 1999 die 32 Klinikbetriebe als Mediclin in einer Aktiengesellschaft zusammengefasst. Die ersten Krankenhäuser der Akutversorgung entstanden in den Neuen Ländern, in Bad Düben, Coswig (Anhalt) und Plau am See. Übernommen und ausgebaut wurden die Krankenhäuser in Crivitz und Waren (Müritz). Der Schwerpunkt der (von  Asklepios Kliniken übernommenen) Mediclin liegt noch heute in der Rehabilitation nach dem Neunten Buch Sozialgesetzbuch.

### Gemeinwohl
Hurrle gehört zu den Gründungsmitgliedern der Offenburger Bürgerstiftung St. Andreas. Er stiftete die nach ihm benannte Leichtathletikhalle und ist seit 1970 Präsident der LG Offenburg. Er gründete die Deutsche Gesellschaft für medizinische Rehabilitation. Beachtlich und umfangreich ist seine Privatsammlung. Im Garten seines Unternehmens stehen viele Stelen zeitgenössischer Künstler.

## Ehrungen
- Bundesverdienstkreuz am Bande
- Verdienstmedaille des Landes Baden-Württemberg
- Ehrenpräsident des Golfclubs Ortenau
- Ehrenpräsident des Blasmusikverbandes Ortenau